# لوپاتنیتسا
لوپاتنیتسا (به صربی: Lopatnica) یک منطقهٔ مسکونی در صربستان است که در کرالیفو واقع شده‌است.